# Danny Everett
Daniel Joseph "Danny" Everett (Van Alstyne, 1 de Novembro de 1966) é um ex-velocista  dos Estados Unidos especializado nos 400 metros.
Quando tinha 21 anos participou nos Jogos Olímpicos de Verão de 1988 nos quais ganhou uma medalha de bronze nos 400 metros e uma de ouro nos 4x400 metros estafetas.
Em 1991, foi terceiro na final do Campeonato Mundial de Atletismo de 1991 em Tóquio dos 400 metros ficando atrás do seu compatriota Antonio Pettigrew e o britânico Roger Black. E ganhou a medalha prata nos 4x400 metros estafetas
Em 1992, Everett fez o segundo melhor tempo dos 400 metros na altura com um tempo de 43,81 s. Ele foi aos Jogos Olímpicos de Verão de 1992 em Barcelona e era considerado o favorito à vitória mas lesionou-se antes mesmo da final.